# Go Tell It on the Mountain (chanson)
 (octobre 2024).
La mise en forme du texte ne suit pas les recommandations de Wikipédia : il faut le « wikifier ».
Les points d'amélioration suivants sont les cas les plus fréquents :
- Les titres sont pré-formatés par le logiciel. Ils ne sont ni en capitales, ni en gras.
- Le texte ne doit pas être écrit en capitales (les noms de famille non plus), ni en gras, ni en italique, ni en « petit »…
- Le gras n'est utilisé que pour surligner le titre de l'article dans l'introduction, une seule fois.
- L'italique est rarement utilisé : mots en langue étrangère, titres d'œuvres, noms de bateaux, etc.
- Les citations ne sont pas en italique mais en corps de texte normal. Elles sont entourées par des guillemets français : « et ».
- Les listes à puces sont à éviter, des paragraphes rédigés étant largement préférés. Les tableaux sont à réserver à la présentation de données structurées (résultats, etc.).
- Les appels de note de bas de page (petits chiffres en exposant, introduits par l'outil «  Source ») sont à placer entre la fin de phrase et le point final[comme ça].
- Les liens internes (vers d'autres articles de Wikipédia) sont à choisir avec parcimonie. Créez des liens vers des articles approfondissant le sujet. Les termes génériques sans rapport avec le sujet sont à éviter, ainsi que les répétitions de liens vers un même terme.
- Les liens externes sont à placer uniquement dans une section « Liens externes », à la fin de l'article. Ces liens sont à choisir avec parcimonie suivant les règles définies. Si un lien sert de source à l'article, son insertion dans le texte est à faire par les notes de bas de page.
- La présentation des références doit suivre les conventions bibliographiques. Il est recommandé d'utiliser les modèles {{Ouvrage}}, {{Chapitre}}, {{Article}}, {{Lien web}} et/ou {{Bibliographie}}. Le mode d'édition visuel peut mettre en forme automatiquement les références.
- Insérer une infobox (cadre d'informations à droite) n'est pas obligatoire pour parachever la mise en page.

Pour une aide détaillée, merci de consulter Aide:Wikification.
Si vous pensez que ces points ont été résolus, vous pouvez retirer ce bandeau et améliorer la mise en forme d'un autre article.
Pour les articles homonymes, voir Go Tell It on the Mountain.
Go Tell It on the Mountain est une chanson afro-américaine de negro spiritual ainsi qu'un chant de Noël probablement dérivé de la tradition orale, mais a été originellement publié par John Wesley Work, Jr., bien qu'il y ait un certain débat s'il fût le premier à l'écrire. La chanson a été chantée et reprise par de nombreux artistes gospel et laïcs.

## Paroles
La chanson est considérée comme un chant de Noël, puisque ses paroles originales célèbrent la Nativité de Jésus :
« Go tell it on the mountain, over the hills and everywhere; go tell it on the mountain, that Jesus Christ is born. »
« Allez le proclamer sur la montagne, sur les collines et partout; allez le proclamer sur la montagne, que Jésus-Christ est né. »
Une dernière phrase alternative omet la référence à la naissance du Christ, déclarant à la place que « Jésus-Christ est Seigneur. »
En raison de la tradition orale de la chanson, Go Tell It on the Mountain a également été employée comme chanson de Pâques, avec le refrain reprenant la variante de :
« Go, tell it on the mountain,  Over the hills and everywhere; Go, tell it on the mountain  That Jesus lives again. »
« Allez, proclamez-le sur la montagne, sur les collines et partout; Allez, proclamez-le sur la montagne, Que Jésus est ressuscité. »

## Histoire
La plus ancienne publication connue de la chanson est attribuée à John Wesley Work, Jr. (1871-1925). Work grandit à Nashville où il engrange une passion pour la musique de son père qui était chef de chœur. Il obtint son master en latin et allait enseigner le latin ainsi que le grec ancien. Cependant, son premier amour demeura la musique, et il devint le premier collectionneur afro-américain de negro spiritual. La plupart des spirituals afro-américains tirèrent leur origine de la tradition orale, mais Work, de part sa recherche approfondie, fut capable de compiler plusieurs chansons au sein du New Jubilee Songs as Sung by the Fisk Jubilee Singers. Alors que de nombreux ouvrages et sites Internet attribuent le New Jubilee Songs à John Wesley Work, Jr. en 1901, certaines sources se disputent les origines revenant à Frederick Jerome Work en 1902. La première version imprimée de Go Tell apparut dans  Religious Songs of the Negro as Sung on the Plantations (nouvelle édition, 1909).